# Musaeum Gottwaldianum

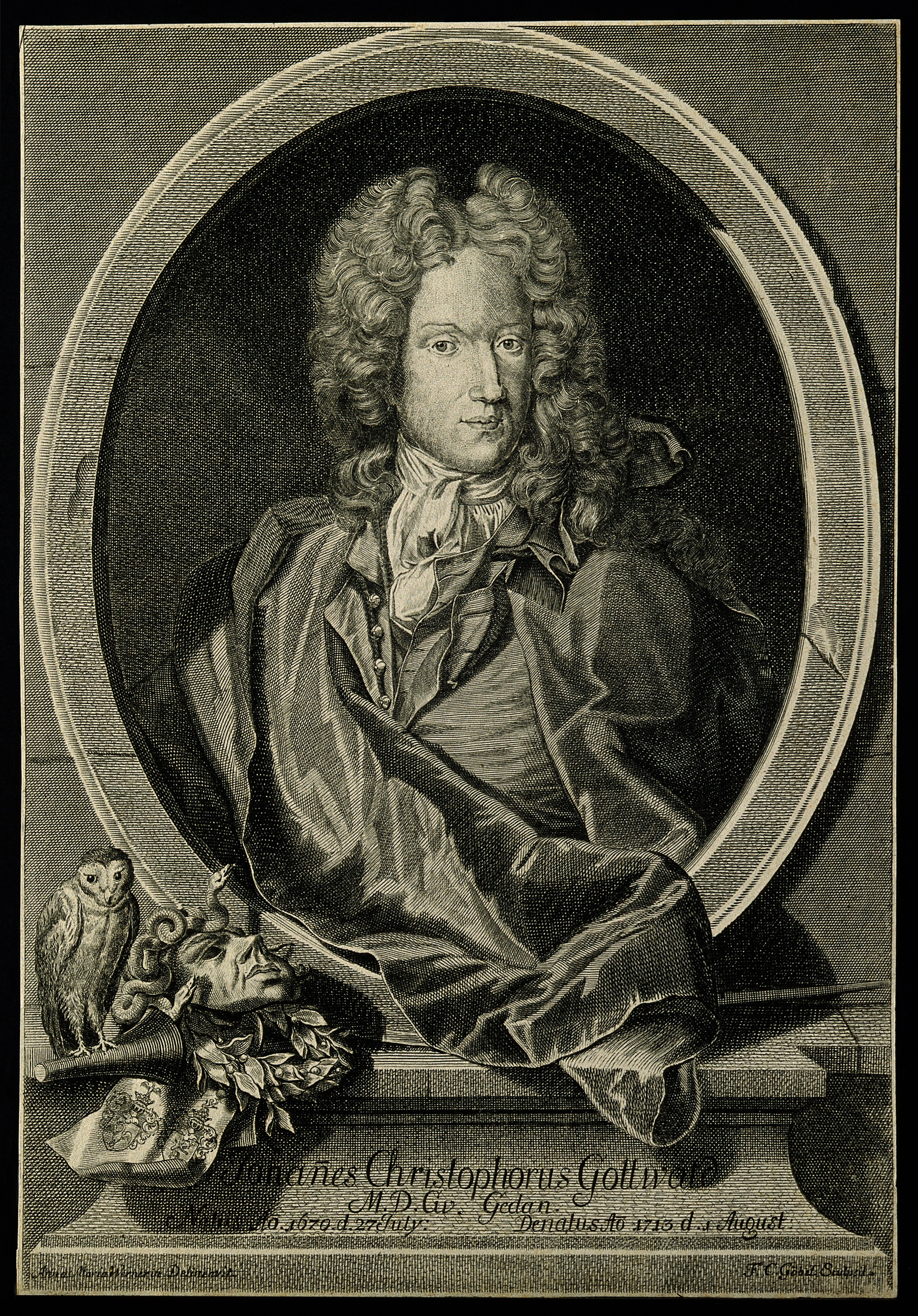
Współtwórca muzeum – Johann Christoph Gottwald

Musaeum Gottwaldianum – kunstkamera stworzona przez gdańskich lekarzy Christopha Gottwalda i jego syna Johanna Christopha Gottwalda w II połowie XVII wieku. W czasie swego istnienia była najbardziej znaną i największą kunstkamerą w Gdańsku.

## Historia
Kunstkamerę zaczął tworzyć Christoph Gottwald w 1664 r., a po jego śmierci powiększał ją jego syn Johann Christoph. Zawartość zbiorów Gottwaldów znana jest przede wszystkim z trzech egzemplarzy katalogu aukcyjnego z 1714 r. opracowanych przez gdańskiego przyrodnika i lekarza Johanna Philippa Breyne i dwóch katalogów ilustracji zbiorów (ilustracje autorstwa Samuela Donneta i Christopha Gottwalda). Część rycin, w postaci miedziorytów, przedstawiających okazy z Musaeum wydał w 1782 r. w Norymberdze Gabriel Nicolaus Raspe. Ponadto zachował się opis zwiedzania kolekcji w 1694 r. autorstwa Carla Arndta. Odniesienia do zbiorów kunstkamery zawarte też są w listach z epoki, a także w pracy Gabriela Rzączyńskiego „Historia naturalis curiosa Regni Poloniae, Magni Ducatus Lithuaniae XX divisa”.
Zbiory obejmowały głównie obiekty geologiczne: minerały, skały, skamieniałości i duży zbiór bursztynów oraz wyroby z tych grup, oprócz tego zawierały kolekcje zoologiczną, botaniczną, medyczną i zbiór różnych dzieł sztuki. Dokładna liczba eksponatów kunstkamery jest nieznana, szacuje się ją na podstawie zachowanych katalogów aukcji zbiorów Gottwaldów z IV 1714 r., jednak choć wystawiono wówczas największą część kolekcji, to niektóre okazy zbywano poza aukcją i nie zostały one ujęte w katalogach. Ponadto, w katalogu aukcyjnym nie zawsze wyszczególniano liczbę okazów, zwykle podawano liczbę skrzyń lub zespołów okazów. Geologiczną i paleontologiczną część kunstkamery wg stanu na 1714 r. bardzo orientacyjnie szacuje się na ponad 3000 okazów. Była to najliczniejsza część zbiorów Gottwaldów. W kunstkamerze znajdowały się też różne kurioza, m.in. kamień nerkowy pozyskany ze zwłok króla Jana III Sobieskiego, róg jednorożca, fragment relikwii i przedmioty o cudownych właściwościach.
Po śmierci Johanna Christopha jego żona stopniowo wyprzedawała zbiory teścia i męża, ich zasadniczą część nabył przedstawiciel cara Piotra Wielkiego za 20 000 rubli w IV 1714 r. i w 1716 r. trafiła ona do Petersburga, gdzie obok dwóch innych tego typu zbiorów kupionych w Europie, stała się podstawą tworzonej tam kunstkamery Piotra. W następnych latach zbiór Gottwaldów został w Rosji rozdzielony, a poszczególne części włączone do zbiorów tematycznych, później przekazanych do różnych muzeów rosyjskich. Kolekcja minerałów i skał stała się główną częścią utworzonego gabinetu minerałów petersburskiej kunstkamery, którego zbiory znajdują się współcześnie w Muzeum Mineralogicznym im. A.J. Fersmana RAN w Moskwie. Jednak obecnie trudno stwierdzić, które okazy są ze zbiorów Gottwaldów. W 2018 r. opublikowano wyniki badań, wskazujące, że kilka okazów marmurów ruinowych ze zbiorów Muzeum Mineralogicznego im. A.J. Fersmana prawdopodobnie pochodzi z Musaeum Gottwaldianum.